# 田中阿里子
田中 阿里子（たなか ありこ、1921年7月29日 - 2016年8月11日）は、日本の作家。夫は作家の邦光史郎。娘の久我なつみも作家、エッセイスト。本名、田中文子。
京都府京都市生まれ。京都高等女学校卒。卒業後、日本電池（現ジーエス・ユアサコーポレーション）に勤務。昭和18年、インドネシア、スラバヤ支社に転勤。昭和20年、抑留され、ケデリ市で1年間の病院勤務後、難民輸送船にて帰国。ラジオ放送作家を経て、1960年、難民輸送船での経験を書いた「鱶」で女流新人賞受賞。1966年『闇の中の対話』で直木賞候補。歴史小説を中心に執筆した。

## 著書
- 『闇の中の対話 愛とは何か』講談社、1966
- 『花の流域』三一書房(さんいちぶっくす) 1968
- 『花の京都 文学紀行』淡交社 1969
- 『終らない喜劇』講談社 1970
- 『源氏物語の舞台』駸々堂出版 1971 のち徳間文庫
- 『カラー京都の花暦』淡交社 1973
- 『カラー大和の花暦』淡交社 1975
- 『秋艶記』河出書房新社 1975「藤原定家愁艶」徳間文庫
- 『猪名の笹原かぜ吹けば 紫式部の娘賢子』講談社 1986 のち徳間文庫
- 『魂のゆりかご』人文書院 1986(短編集）
- 『悲歌大伴家持』講談社 1987 のち徳間文庫
- 『インドネシア大好き ガルーダの島々』徳間文庫 1988
- 『さらば死神よ』人文書院 1989
- 『インドネシアへの手紙』徳間文庫 1990
- 『小野小町春の夜語り』広済堂出版 1992 のち「小野小町恋の夜語り」学陽書房女性文庫
- 『女房三十六歌仙の抒情』京都新聞社 1993
- 『ボロブドウル幻想』徳間文庫 1993
- 『マッチ箱の中の激流』鳥影社 1997
- 『のたりのたり春の海 小説与謝蕪村』祥伝社(ノン・ポシェット) 1998
- 『世捨て人の恋』淡交社 2000